# Schandmaul
Schandmaul es una banda alemana de folk rock, folk metal y rock medieval. La banda a menudo incluye en sus canciones instrumentos típicos del folklore medieval como gaitas y flautas, lo que hace su sonido folk-rock. El nombre "Schandmaul", hace referencia a la palabra "bufón", aunque la palabra ha quedado en desuso. lo que está ligado a su mascota que representa a un juglar sonriendo.
Bandas similares a Schandmaul incluyen a Subway to Sally, In Extremo, Saltatio Mortis, Regicide, y Letzte Instanz.

## Historia
Schandmaul fue fundado en el verano de 1998 cuando seis músicos de Múnich y del área circundante decidieron tocar en un concierto algunas canciones folk. Ya que solo tocar covers de otras bandas no era suficiente, decidieron escribir algo propio, de esta manera nace su primera canción: "Teufelsweib" (Mujer demonio), que ya tendría el sonido típico que Schandmaul ha ido construyendo a lo largo de los años.
El primer concierto tuvo lugar en un bar llamado "Die Hexe" (La Bruja) en Gröbenzel. Se elige el nombre de "Schandmaul" inspirado en la imagen de un juglar de la cubierta de unas cartas. El éxito del concierto abre las puertas para lo que sería su primer CD, el cual, después de algunos conciertos, aparece con el nombre de Wahre Helden (Héroes Verdaderos)
Debido al aumento en el número de sus conciertos y la abundancia de creatividad y energía para más canciones, lanzan su segundo álbum titulado Von Spitzbuben und anderen Halunken (De pícaros y otros sinvergüenzas) en el año 2000, tan solo un año después de su disco debut. El mismo año, la banda firma con el promotor de conciertos Extratours, quien ha sido responsable de las presentaciones de la banda desde ese entonces.
En el 2001, la disquera F.A.M.E. recordings toma nota de la banda, lo que llevó a una reedición de Von Spitzbuben und anderen Halunken. Simultáneamente, a través de los numerosos conciertos, incluyendo presentaciones en grandes festivales como M'era Luna, Zillo-Festival y Wave-Gotik-Treffen, se produce la primera gran gira. El tercer disco, Narrenkönig fue grabado en un estudio profesional y lanzado en octubre de 2002, alcanzando el #70 en las listas. En septiembre de 2002, el bajista Hubsi Widman abandona la banda, siendo reemplazado por Matthias Richter, quien debutaría con Schandmaul el 22 de septiembre de 2002 en Meschede.

## Formación

### Actual
- Thomas Lindner — voz, guitarra acústica, acordeón
- Birgit Muggenthaler — flauta, gaita, voz
- Anna Kränzlein — violín, zanfona, voz
- Martin "Ducky" Duckstein — guitarra eléctrica, guitarra acústica, guitarra clásica, voz
- Stefan Brunner — batería, percusión, voz
- Matthias Richter — bajo (desde 2003)

### Anterior
- Hubsi Widmann — bajo, mandolina, zanfona, voz (1998-2003)

## Discografía
Álbumes de estudio
- Wahre Helden (1999)
- Von Spitzbuben und anderen Halunken (2000)
- Narrenkönig (2002)
- Wie Pech und Schwefel (2004)
- Mit Leib und Seele (2006)
- Anderswelt (2008)
- Traumtänzer (2011)
- Unendlich (2014)
- LeuchtFeuer (2016)
- Artus (03/05/2019)

En vivo
- Hexenkessel (2003)
- Kunststück (2005)
- Sinnfonie (2009)

DVD
- Hexenkessel (2003)
- Kunststück (2005)
- Sinnbilder (2008)
- Sinnfonie (2009)